# 聖塞瓦斯蒂安 (雷塔盧萊烏省)
聖塞瓦斯蒂安是危地馬拉的城鎮，由雷塔盧萊烏省負責管轄，位於該國西南部，面積28平方公里，海拔高度309米，主要經濟活動是農業和畜牧業，2002年人口21,725。
14°34′00″N 91°39′00″W / 14.5667°N 91.65°W